# Palpada
Palpada is een vliegengeslacht uit de familie van de zweefvliegen (Syrphidae).

## Soorten
- P. agrorum (Fabricius, 1787)
- P. albifrons (Wiedemann, 1830)
- P. furcata (Wiedemann, 1819)
- P. mexicana (Macquart, 1847)
- P. pusillus (Macquart, 1842)
- P. rufiventris (Macquart, 1846)
- P. scutellaris (Fabricius, 1805)
- P. solennis (Walker, 1849)
- P. testaceicornis (Macquart, 1850)
- P. triangularis (Giglio-Tos, 1892)
- P. vinetorum (Fabricius, 1798)